# Zakalinki-Kolonia
Zakalinki-Kolonia – wieś w Polsce, położona w województwie lubelskim, w powiecie bialskim, w gminie Konstantynów.
| SIMC    | Nazwa    | Rodzaj    |
| ------- | -------- | --------- |
| 1022015 | Stasinów | część wsi |

W latach 1975–1998 wieś administracyjnie należała do województwa bialskopodlaskiego. Do 2015 r. – Zakalinki, kolonia.
Wieś jest sołectwem w gminie Konstantynów. Według Narodowego Spisu Powszechnego z roku 2011 wieś liczyła 100 mieszkańców.
Wierni Kościoła rzymskokatolickiego należą do parafii św. Elżbiety Węgierskiej w Konstantynowie.